# Flagge von Manitoba
Die Flagge von Manitoba ist eine Variation der Kanadischen Red Ensign, der früheren Nationalflagge Kanadas. Sie zeigt die britische Union Flag in der Gösch sowie das Wappen von Manitoba (Georgskreuz und Büffel) im Flugteil.
1869/70 waren die Métis-Rebellen unter Louis Riel die ersten, die eine eigene Flagge für das Gebiet Manitobas verwendeten. Darauf war auf weißem Grund eine Kombination aus Fleur de lys und Shamrock abgebildet. Nach der Niederschlagung der Red-River-Rebellion diente die Union Flag als offizielle Provinzflagge.
Nachdem das Bundesparlament 1964 sich für eine neue Nationalflagge entschieden hatte, beschloss die Legislativversammlung von Manitoba am 11. Mai 1965, den leicht veränderten Red Ensign als Provinzflagge einzuführen, damit die alte Nationalflagge nicht in Vergessenheit gerate. Königin Elisabeth II. gab ihre Zustimmung im Oktober 1965 und am 12. Mai 1966 wurde die neue Flagge erstmals gehisst.